# 第二次英国锡克战争
第二次英国锡克战争是指在1848年至1849年期间，英国东印度公司与锡克帝国之间的一场局部战争。这场战争以英国东印度公司的胜利而告终，锡克帝国被征服，旁遮普地区最终成为东印度公司的西北邊境省。

## 战争背景
十九世纪初,兰吉特辛格巩固并扩张了旁遮普的锡克帝国。在同一时期，英国东印度公司的领土也扩张到了旁遮普的附近。兰吉特辛格和东印度公司维持着不稳定的联盟，试图避免英国人对于他的国家的侵犯，并向北和西北扩大疆域，从阿富汗和克什米尔夺取土地。同时卡尔萨（锡克军队，他们视自己为民族和国家的化身）的军事力量也在不断地扩大。
随着兰吉特辛格于1839年逝世，锡克帝国开始陷入混乱。在杜尔巴（宫廷）出现了一系列短命的统治者，宫廷和卡尔萨的矛盾也不断加深。 东印度公司也开始在旁遮普的边境加强了军力。 最终，不断加强的紧张使得卡尔萨在软弱而不忠诚的将领的领导下进攻了英国的领土。 第一次英国锡克战争在激烈的战斗后，以卡尔萨的战败而告终

## 战争的爆发
木爾坦曾是锡克帝国的一部分，在1818年被蘭季德·辛格征服。1848年，那里由一个印度总督德萬·穆拉傑管理。在第一次锡克战争结束后，穆拉傑开始得到一些自主权。当受英国控制的杜尔巴向他征收拖欠的赋税时，他试图将自己的权力移交给自己的儿子，以维持自己家族的统治地位。宫廷趁机派遣了一个锡克总督-Sirdar Khan Singh，来替换他，随同一个英国政治人员，萬斯·阿格紐中尉。
1848年4月18日，萬斯·阿格紐和另一个官员，軍官威廉·安德森，一起到达木尔坦。随行的还有一支小护卫队。穆拉傑交出了城堡的钥匙，但是萬斯·阿格紐的人试图取走财物时，受到一支穆拉傑的非正规部队和来自城市的人群的袭击。2个官员都受伤，并被Khan Singh救出。他们被带到城市外的一个寺庙。他们的护卫都逃跑或被穆拉傑击败，这2人在第二天也被人们杀死。
穆拉傑随后声明他并未煽动这些攻击，但确实因为这些人的到来使他试图叛变。 他把萬斯·阿格紐的头送给Sirdar Khan Singh，并告诉他把这个带回拉合爾。 这些杀戮的消息传遍了旁遮普，不安和骚动开始蔓延。 大量锡克士兵背叛杜尔巴，加入穆拉傑和心怀不满的Sirdar（军官）领导的叛变。

### 随后的爆发
赫伯特·埃德華茲上尉是英国在本努邊疆區的政治代理，曾经接近穆尔坦但是没能救回萬斯·阿格紐。 他仓促地召集了一些普什图族的非正规军，联合了一些锡克部队，于6月18日在奇納布河附近金耶里戰役中击败了穆拉傑的军队。他率军反攻城市，但是没能突破城市严密的防御。
同时，听说了穆尔坦的情况，Currie写信给休·高夫，孟加拉军的指挥官，希望英国的主力军队能立刻开进穆尔坦。 然而高夫在達爾豪斯，当时的总督将军的支持下，拒绝在高温和多雨的气候下将东印度公司的主力军队开进旁遮普，而这要直到11月以后。